# Rue d'Argenteuil
Rue d'Argenteuil anteriormente designada como Haute voirie Saincte-Honoré é uma rua no 1.º arrondissement de Paris.

## Origem do nome
Aberta sobre parte de um antigo caminho que conduzia a Argenteuil, Val-d'Oise, Île-de-France.